# Carboneros de Nava
Los Carboneros de Nava es un equipo de béisbol que compite en la Liga del Norte de Coahuila con sede en Nava, Coahuila, México.

## Historia
Los Carboneros de Nava pertenecen al grupo GAN, que también son propietarios de los Acereros del Norte. Tienen como casa el estadio Eliseo Mendoza Berrueto ubicado en la localidad.
Los Carboneros obtuvieron su primer campeonato de su historia en su temporada debut en el circuito al vencer a los Tuzos de Palaú en 6 juegos, convirtiéndose en el primer y único equipo en la historia en lograr esta hazaña.

## Jugadores

### Roster actual
Por definir.